# 百多祿
百多祿（越南语：／，1741年11月2日—1799年10月9日），部分越南文獻亦作伯多祿，是一位活躍於印度支那地區的一位法國天主教傳教士，屬巴黎外方傳教會。百多祿是其在越南時使用的名字，其真實法文名字是皮埃爾·約瑟夫·喬治·皮尼厄（Pierre Joseph Georges Pigneau），常以皮尼厄·德·貝艾納（Pigneau de Béhaine）或皮埃爾·皮尼厄（Pierre Pigneaux）的名字出現在西方文獻中。而其「百多祿」的名字則取自葡萄牙語「Pedro」的越南語音譯。
百多祿在阮福映擊敗西山朝軍隊、奪取越南皇位的過程中起著重要作用。

## 早年生活
百多祿於1741年11月2日出生在法國的奧里尼-昂蒂耶拉什（今皮卡第大區埃納省），而那裡是他母親家族的居住地。他父親的家族在附近的馬爾勒鎮中擁有一個名叫貝爾內的小型地產。雖然他的名字叫「德·貝艾納」，但事實上他並不是貴族出身。而「德·貝艾納」這個名字直到1787年的《法越凡爾賽條約》簽訂中才第一次出現。
百多祿被當作一名未來的傳教士接受教育，並被巴黎外方傳教會送到國外傳教。1765年12月，百多祿從法國洛里昂港出發，前往越南南部傳教。1766年6月21日，百多祿在當時屬於法國殖民統治下的本地治里登陸。
百多祿在緬甸攻佔暹羅的阿瑜陀耶城之前不久來到了該城。在葡屬澳門停留了短暫的幾個月後，百多祿受到流亡緬甸的傳教士的委託，乘坐中國船隻，前往越南南部靠近柬埔寨的河仙鎮傳教，並於1767年3月到達該地。

## 聖約瑟夫神學院校長（1767——1774）
在河仙鎮期間，百多祿擔任了聖約瑟夫神學院校長一職。聖約瑟夫神學院是由巴黎外方傳教會在亞洲建立的神學院，該院於1765年緬甸入侵暹羅之後從阿瑜陀耶遷往河仙鎮，其中包含有大約四十名來自中國、暹羅和越南的精英學員。
1768年，由於暹羅國王控告神學院曾為一位流亡的暹羅王子提供庇護，河仙鎮的統治者鄚天賜將百多祿等傳教士逮捕入獄並監禁了三個月。百多祿被一個木頭和鐵製成的枷鎖拷住手腳，其重量達八磅。他絲毫不理會家屬回到法國的要求，聲稱傳道事業比擁有一個舒適的生活更加重要。1769年，神學院遭到中國和柬埔寨海盜的襲擊，建築物被焚毀，部分學員被殺害……12月，百多祿不得不率倖存者出逃，從馬六甲海峽中穿過，經過漫長的海路，來到法國的殖民據點本地治里。隨後在離本地治里數里的Virampatnam建立神學院新址。

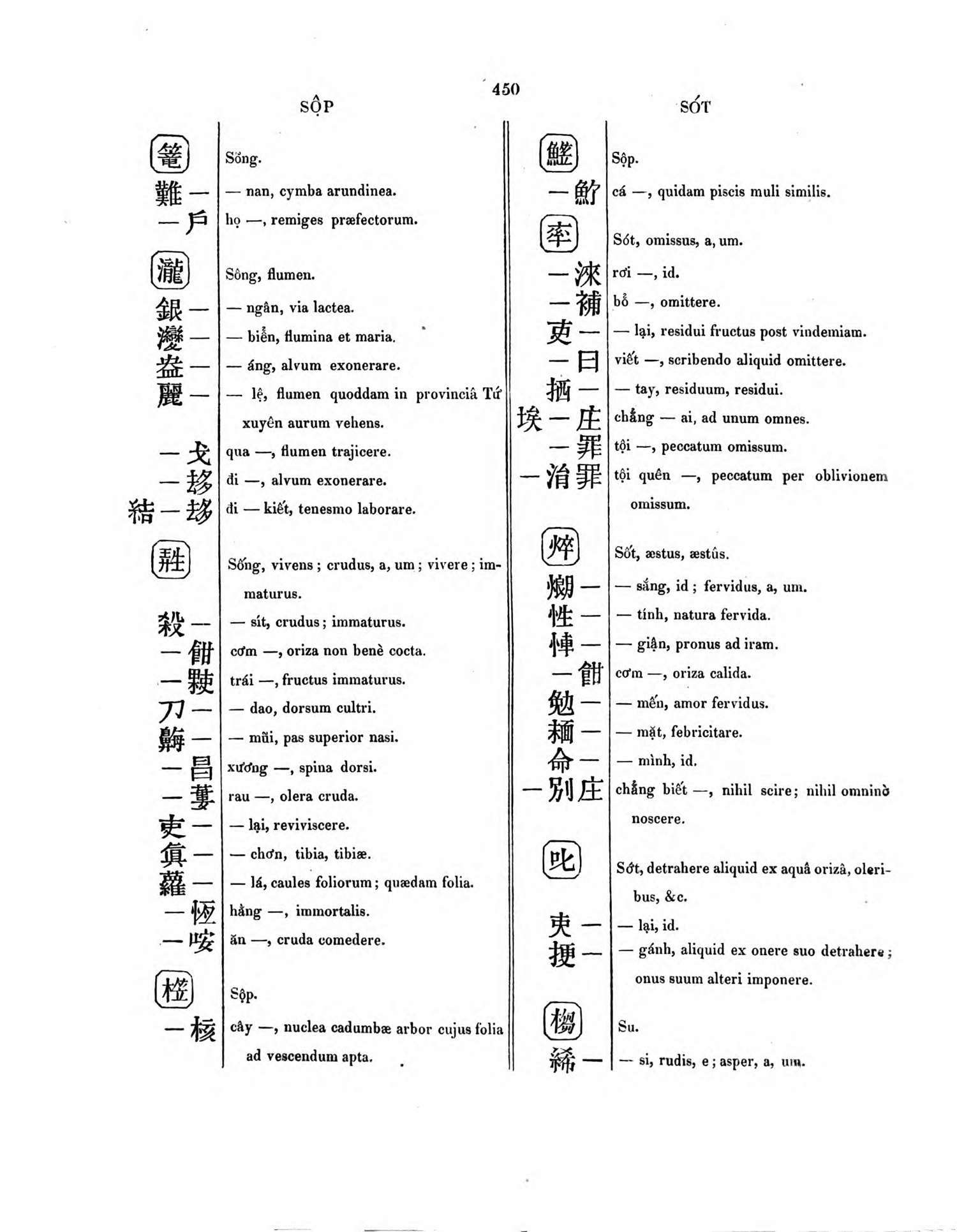
百多祿的《越南語-拉丁語詞典》，1838年由傳教士讓-路易·塔貝爾出版

在本地治里期間，百多祿繼續學習漢語和越南語，直到皆完全精通為止。1773年，在八名來自廣南國的越南人的幫助下，百多祿追循亞歷山大·德·羅德的足跡，編纂了一部《越南語-拉丁語詞典》（Dictionarium Anamitico-Latinum）。百多祿的詞典於1838年被傳教士讓-路易·戴比爾德出版。
1774年2月24日，百多祿在馬德拉斯附近的São Tomé被任命為Adran（比提尼亞的Adranos，即今天土耳其布爾薩省奧爾漢埃利區）的主教，以及印度支那地區的宗座代牧者（Apostolic Vicar）。同年，根據同河仙鎮的協調，鄚天賜同意百多祿繼續回河仙傳教。回河仙之前，百多祿前往澳門招募人員。在澳門，百多祿出版了一本用越南語寫的教義問答（包括一篇漢語介紹，用越南國語字寫的正文，以及拉丁語翻譯），並將一份副本寄往羅馬。1775年3月1日，百多祿離開了澳門，數月後到達河仙鎮，繼續其在該地區的傳教事業。
在1775年至1776年之間，百多祿試圖使斯丁族傍依天主教。但其派遣的傳教士皆遭受了大量挫折，不是病倒了就是返回了。

## 遇上阮福映

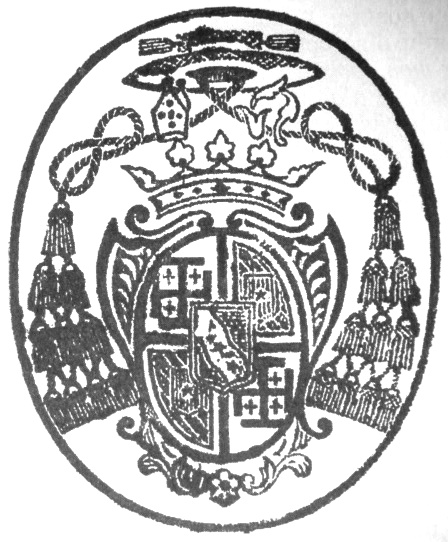
百多祿的主教牧徽

1777年，西山朝襲擊了河仙鎮，幾乎徹底摧毀了廣南阮氏的殘餘勢力。15歲的阮福映逃往更南的地方。9月至10月期間，阮福映在百多祿的神學院裡避難，後來從土珠島逃入暹羅。此舉使百多祿同阮福映達成同盟，從此踏入政界。此後，百多祿在政治上比傳教上更活躍。
1777年11月，阮福映重據河仙，並於1778年乘勝追擊，佔領平順省。
而此時，西鄰的柬埔寨爆發叛亂，親越南的人士推翻了親暹羅的國王安農二世。1780年，阮福映和鄚天賜的軍隊介入了柬埔寨的內亂，百多祿則幫助他們從葡萄牙人那裡獲得武器。葡萄牙人指控百多祿向印度支那地區提供武器的製造，尤其是在東南亞地區剛剛出現的新式武器手榴彈。百多祿也組織了三艘葡萄牙軍艦為阮福映助陣。由於這些舉動，百多祿隨即受到了法國探險家幔槐（Manuel）的支持。
1782年，西山軍再度南下襲擊河仙。幔槐指揮軍艦抗擊，但被西山軍擊敗，幔槐本人也陣亡。由於指揮的失誤，這場戰役被視為阮福映的重大挫折之一。阮福映不得不逃往富國島，直到1782年10月時來運轉，同百多祿一起回到河仙鎮。
1783年3月，阮福映再次戰敗，同百多祿逃往富國島。避難所是短暫而虛幻的，他們疲於奔命，從一個島嶼逃到另一個島嶼，一直到達暹羅。1783年底，百多祿前往曼谷，覲見暹羅國王。1784年2月，阮福映也到達曼谷，並在那裡招募軍隊，伺機返回越南。1785年1月，暹羅艦隊擊西山軍於湄公河，大敗而歸。
阮福映避難於暹羅，再次請求暹羅的幫助。為了得到西方的支持，阮福映請百多祿前往法國求救，並讓自己的兒子阮福景隨同前往。百多祿試圖從馬尼拉獲得援助，但其所派遣的多明我會教士被西山軍扣留了。在本地治里，百多祿向葡屬澳門的議院求助，最終葡萄牙人同阮福映於1786年12月18日在曼谷簽訂了同盟條約。

## 出使法國
1785年2月，百多祿一行來到本地治里。當地的臨時總督Coutenceau des Algrains（由德·昂特勒卡斯托船長指派接替比西總督者）以及其總督府的官員皆堅決反對出兵干預越南南部，這表明了越南並不是法國所感興趣的地方。百多祿的新聞傳到羅馬後，遭到了西班牙方濟各會的譴責。此時百多祿的政治傾向開始轉向葡萄牙人。1786年7月，百多祿一行離開本地治里前往法國，並於1787年2月到達法國。
1787年2月，百多祿與年幼的阮福景到達法國國王路易十六在凡爾賽的宮殿。百多祿希望法國派遣遠征軍將阮福映扶上皇位，但難以獲得支持。這是由於在法國大革命爆發之前法國國庫財政緊張的緣故。在皮埃爾·波微的幫助下，百多祿使法國統治者對越南產生了興趣。
最終，百多祿使法國軍方明確表示在越南發生戰爭期間法國出兵協助阮福映，並且提供物資援助。他向法國軍方闡述了如何「稱霸中國周圍的諸海以及其附近的群島」的方法。1787年5月5日和6日，百多祿一行會見了法國國王路易十六、海軍大臣卡斯特里侯爵和外交大臣蒙莫林伯爵。阮福景的出現轟動了路易十六的宮廷，著名髮型師萊昂納爾（Léonard）特意創作了一種名叫「印度支那王子」（au prince de Cochinchine）的髮型。莫佩林為百多祿和阮福景繪製了肖像畫，如今陳列於巴黎外方傳教會。阮福景在法國宮廷中格外耀眼，甚至與同齡的法國王太子路易·約瑟夫成為玩伴。
11月時，百多祿不斷的壓力已有一定成效。1787年11月21日，百多祿代表阮福映，同法國簽訂了《法越凡爾賽條約》。法方承諾派遣四艘護衛艦、1650名全副武裝的法國士兵和250名印度兵駐紮崑山島和峴港，由德·弗倫擔任遠征隊隊長。
這使得法國陷入了可怕的財政危機中，在荷蘭內戰中情形更加惡化。法國對百多祿計畫的熱情受到嚴重挫傷。1787年12月2日，也就是條約簽訂的幾天之後，外交大臣指示反對對越南用兵的本地治里總督托馬斯·康韋，告訴他「儘量不要完成遠征，或根據自己的觀點使其耽擱」。路易十六親自告訴百多祿康韋被任命為本地治里總督一事，簡單地打發其離開歐洲。

## 回到越南
1787年12月，百多祿一行乘坐M.de Kersiant指揮的Dryade號離開了法國。同行的還有M.de Preville指揮的Pandour號。1788年5月至1789年7月期間，一行再次在本地治里逗留。康韋命令Dryade號前往崑崙島，向阮福映提供1000支火槍。這些火槍是百多祿的支持者Paul Nghi神父在法國購買的。
然而百多祿發現康韋不願意繼續履行條約。雖然皇家議會早在1788年10月就贊成了康韋的做法，但百多祿直到次年4月才知道此事。百多祿被迫在法國募集資金並召集法國的支持者。在這種口是心非的履行條約下，百多祿挑釁地寫道：「我將獨自一人挑起印度支那的革命。」他拒絕了英國人的援助，並從當地法國商人處募集資金。在最終康韋提供給百多祿兩隻船，一艘是由弗朗索瓦·艾蒂安·德·羅西里-梅斯羅指揮的Meduse號，另一艘則是護衛艦。百多祿利用所募集到的資金，用武器和軍火裝備了這兩艘船。一艘命名為「龍」，由讓-巴蒂斯特·沙依諾（賜名阮文勝）指揮；另一艘命名為「鳳」，由腓力·瓦尼埃（賜名阮文震）指揮。百多祿吸引志願者和逃兵成為船員。讓-馬里·達約（阮文智）從Pandour號叛投百多祿，負責用St.Esiprit號運送武器、彈藥等物資。Meduse號船長羅西里拋棄了120名船員，隻身投奔百多祿，負責招募士兵。
1789年6月19日，百多祿離開本地治里前往越南，並於7月24日到達頭頓。外國軍隊協助阮福映，鞏固在越南南部的統治，將其軍隊現代化，並建造城堡。前Dryade號船長奧利維耶·德·皮曼紐爾（越南名字為阮文信）在崑崙島投靠了阮福映，並於1790年建造了西貢城堡；1793年參照沃邦城堡建造了延慶城堡。百多祿同時也讓越南軍隊接受現代炮兵的訓練，將歐洲的步兵思想帶到越南。1792年，奧利維耶·德·皮曼紐爾率領的600名士兵接受歐洲技術化訓練。據說皮曼紐爾曾經訓練過50000名阮朝士兵。1793年，法國製造的炸彈在歸仁城堡被使用。
法國海軍的軍官，例如讓-馬里·達約（阮文智）、讓-巴蒂斯特·沙依諾（阮文勝）等人，負責訓練海軍。到了1792年時，阮福映建立了一支大型海軍艦隊，其中含有兩艘歐式軍艦和15艘護衛艦。1792年，達約襲擊了戰略要塞歸仁城，打開了擊敗西山軍艦隊之門。1793年，達約突襲西山軍，燒毀其60餘艘槳帆船。
從1794年起，百多祿同阮福景一起，參加了所有阮朝的戰役。1794年，百多祿指揮駐守延慶城堡的阮朝軍隊，擊退了擁有相當大數量優勢的西山軍的圍攻。

## 逝世
經過了非常激烈的戰鬥之後，歸仁城於1799年被阮朝佔領。同年10月，百多祿因痢疾在歸仁逝世。在此之前，百多祿是阮福映的顧問，並且總攬外交大權。阮福映將百多祿以非常隆重的禮節葬於西貢。在祭文裡，阮福映盛讚百多祿是「有史以來出現在越南朝廷中最傑出的外國人」。1799年12月16日，百多祿的遺體被埋葬在西貢，所有越南皇子、高級士大夫以及12000名禁衛軍和40000追悼者出席了他的葬禮。

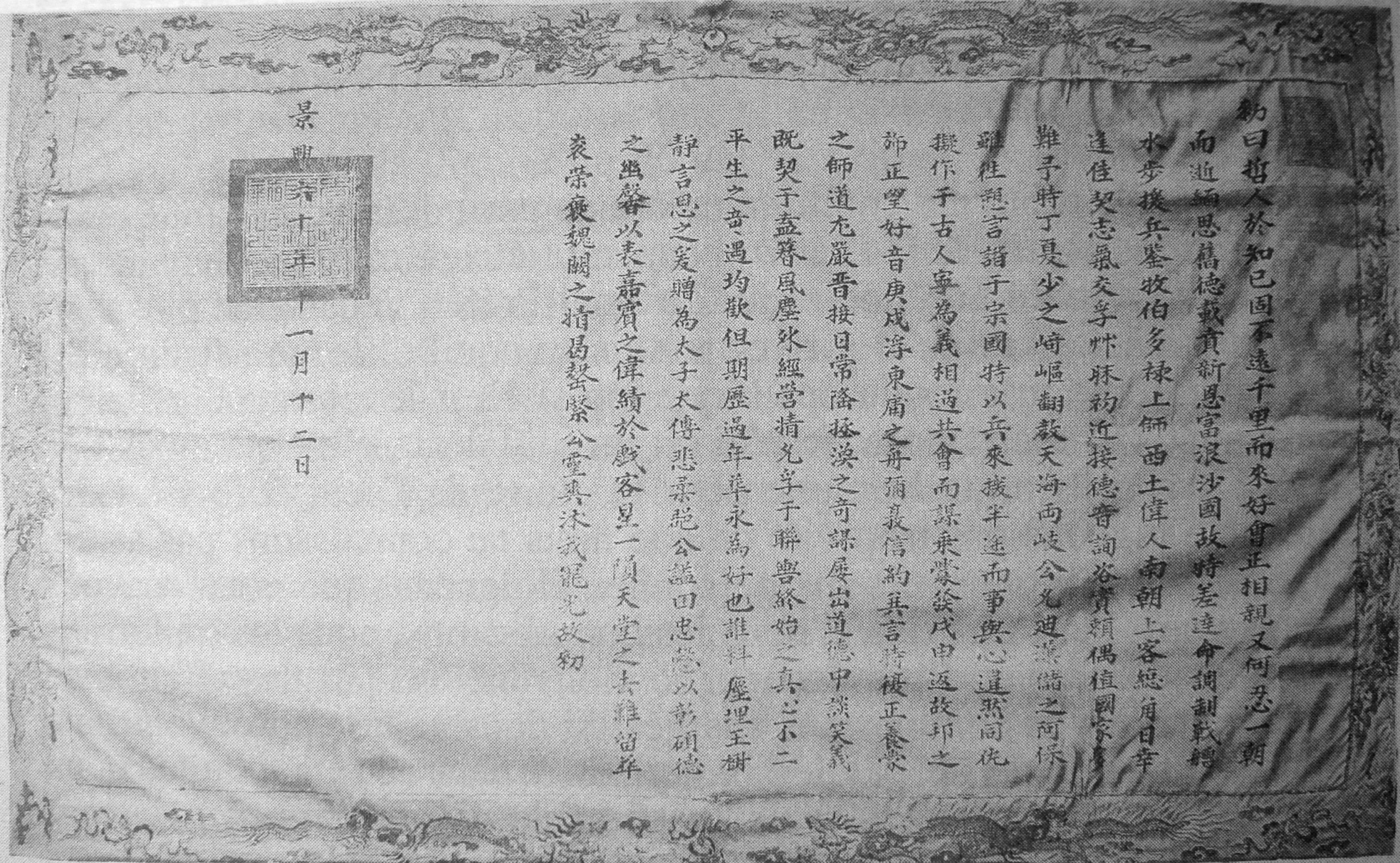
景興六十年（1799年）阮福映寫的祭文

不少政要寫祭文以弔唁百多祿，包括越南嘉隆帝和皇太子阮福景。1799年12月8日，嘉隆帝寫下祭文，稱讚了百多祿為保衛國家所作的貢獻，以及自己與百多祿的友誼。
僅僅只有一小部分追隨百多祿的人逗留越南超過二至三年，並且他們對在越南無法迅速致富相當失望。百多祿自己曾希望由一位天主教人士統治越南。他試圖將親天主教的阮福景扶上皇位，但最終失敗了，因為阮福景先於嘉隆帝20年死去。
當同政治和外交上的必要性發生衝突時，百多祿的宗教原則常常向政治和外交妥協。最初百多祿教育阮福景不要相信祖先信仰，而這往往使阮福映龍顏大怒。後來他改變了自己的觀點，提出將祖先信仰當作一個民間儀式，僅僅是簡單的一種尊重死者的表現。他援引了使徒對當地習俗寬容對待來當作自己的理由。
1983年，越南政府挖掘並拆除了百多祿的墳墓，焚燒其遺骨，並將骨灰送往法國。越南政府在百多祿墳墓的遺址上建立了一個公園，而百多祿的骨灰則保存在法國的巴黎外方傳教會裡。

## 相關人物
- 讓-巴蒂斯特·沙依諾（Jean-Baptiste Chaigneau，阮文勝）
- 腓力·瓦尼埃（Philippe Vannier，阮文震）
- 讓-馬里·達約（Jean-Marie Dayot，阮文智）
- 奧利維耶·德·皮曼紐爾（Olivier de Puymanel，阮文信、信翁）
- 西奧多·勒布朗（Théodore Lebrun）

## 腳註
1. ↑  Mantienne, p.204
2. ↑  Mantienne, p.37
3. ↑  Mantienne, p.40–48
4. ↑  Mantienne, pp.40–41
5. 1 2  Mantienne, p.53
6. 1 2 3  Manteigne, p.67
7. 1 2  Mantiennne, p.67
8. ↑  Mantienne, p.57
9. ↑  Les Missions Etrangeres, p.104
10. ↑  Mantienne, p.73
11. ↑  Mantienne, pp.74–75
12. 1 2  Mantienne, p.78
13. 1 2  Mantienne, p.81
14. ↑  Mantienne, p.82
15. ↑  Mantienne, p.83
16. 1 2  Mantienne, p.84
17. ↑  Mantienne, pp.84–85
18. 1 2  Mantienne, p.85
19. ↑  Mantienne, p.87
20. ↑  Mantienne, p.84, p.200
21. ↑  Mantienne, p.92
22. ↑  Mantienne, p.93
23. ↑  .   [2011-02-10]. （原始内容存档于2013-05-27）.
24. ↑  Mantienne, p.96
25. ↑  .   [2011-02-10]. （原始内容存档于2013-05-27）.
26. ↑  "He dazzled the Louis XVI court at Versailles with Nguyen Canh, ... dressed in 
red and gold brocade, to play with the Dauphin, the heir apparent." in The Asian Mystique: Dragon Ladies, Geisha Girls, and Our Fantasies by Sheridan Prasso, p.40
27. ↑  "The Dauphin, about his age, played with him." French Policy and Developments in Indochina - Page 27 by Thomas Edson Ennis
28. ↑  Mantienne, p.97
29. ↑  Mantienne, p.106
30. ↑  Mantienne, p.104
31. ↑  Mantienne, p.103-108
32. ↑  Mantienne, p.98. 原文法語: "il était "maître de ne point entreprendre l'opération ou de la retarder, d'après son opinion personnele""
33. ↑  Mantienne, p.109-110
34. ↑  Mantienne, p.110
35. 1 2 3 4  A History of Vietnam by Oscar Chapuis p.178
36. ↑  "Conway finally provided the frigate Meduse and another vessel to repatriate the 
mission" in The Roots of French Imperialism in Eastern Asia - Page 14
by John Frank Cady  1967  （页面存档备份，存于）
37. 1 2 3  關於這些法國人的東方名字，不同越南史料記載皆不同。此處據陳仲金《越南史略》，戴可來譯（中文譯名《越南通史》），商務印書館出版，1992年12月。參見該書289頁正文及腳註。
38. ↑  The Vietnamese Response to French Intervention, 1862-1874 by Mark W. McLeod, p.11  （页面存档备份，存于）
39. ↑  Mantienne, p.153
40. ↑  .   [2011-02-10]. （原始内容存档于2013-05-09）.
41. ↑  Mantienne, p.132
42. ↑  Mantienne, p.129
43. 1 2  Mantienne, p.130
44. ↑  Mantienne, p.135
45. ↑  Mantienne, p.219-228
46. ↑  Mantienne, p.229